# Río Carlota
El río Carlota es un curso natural de agua que nace al norte del estrecho de Magallanes, en la Región de Magallanes, y fluye con dirección general norte para cruzar la frontera internacional hacia la Provincia de Santa Cruz (Argentina) y desembocar en el río Gallegos (río).

## Trayecto
El estero Carlota, como es llamado a veces, desemboca en el río Gallegos en el kilómetro 92 del río principal y es con eso el último afluente que le llega desde el sur al río Gallegos (cuando no se considera el río Chico/Ciaike, que desemboca en el estuario del río principal).: 606 
Su longitud alcanza a los 38 km, de los cuales 15 km quedan en Chile.

## Caudal y régimen
No se dispone de información.: 606 